# Línea 64 (EMT Madrid)
La línea 64 de la EMT de Madrid une la Glorieta de Cuatro Caminos con la estación de Pitis.

## Características
Esta línea comunica la estación de Pitis y el área residencial de Arroyo del Fresno con el barrio de Valdezarza y una pequeña parte del barrio de Ciudad Universitaria (Moncloa-Aravaca), además de con el barrio de Bellas Vistas (Tetuán). Entre las dos líneas que prestan servicio a Arroyo del Fresno es la que más se acerca al centro de Madrid.
Es la única línea que recorre entera en uno de los sentidos la calle Francos Rodríguez.
Tiene su origen en la línea de tranvías número 3 Cuatro Caminos - Peña Grande, posteriormente el 15 de agosto de 1965 se renumera la línea como 73 y pasa a ser servidas por tranvías modernos PCC. El 27 de agosto de 1967, la línea 73 acorta su recorrido a Estecho, al eliminarse la circulación tranviaria entre Cuatro Caminos y Estrecho. El 26 de abril de 1971 fue suprimida la línea de tranvía y sustituida por esta línea 64 de autobús, con un recorrido similar.
Con el fin de ampliar la cobertura de servicio de transporte público en la zona de Arroyo del Fresno, el día 24 de julio de 2004 la línea prolongó su recorrido (en sentido Arroyo de Fresno)  desde su cabecera en Gta. Pradera de los Corralillos continuando por C/ Senda del Infante a Gta. Pradera de las Vaquerizas, donde estableció su nueva cabecera. En sentido Glorieta Cuatro Caminos desde Gta. Pradera de las Vaquerizas continuó por C/ Senda del Infante, Gta. Pradera de los Corralillos a su ruta habitual. El 24 de octubre de 2016 la línea amplió su recorrido en la cabecera norte, hasta la estación de Pitis.

### Frecuencias
| Lunes a viernes laborables |               |
| De 5:00 a 7:00             | 10-17 minutos |
| De 7:00 a 19:00            | 9-12 minutos  |
| De 19:00 a 23:00           | 10-22 minutos |
| Sábados laborables         |               |
| De 5:00 a 9:00             | 15-23 minutos |
| De 9:00 a 22:00            | 13-17 minutos |
| De 22:00 a 23:00           | 16-23 minutos |
| Domingos y festivos        |               |
| De 7:00 a 10:00            | 18-24 minutos |
| De 10:00 a 22:00           | 15-20 minutos |
| De 22:00 a 23:00           | 17-28 minutos |

## Recorrido y paradas

### Sentido Pitis
La línea inicia su recorrido en la Glorieta de Cuatro Caminos, desde la cual sale por la calle Bravo Murillo hacia el norte, circulando por la misma hasta la intersección con la calle Lope de Haro, donde gira a la izquierda para incorporarse a ella.
La línea recorre entera la calle Lope de Haro desembocando en la calle Francos Rodríguez, que recorre hasta el final, pasado el parque de la Dehesa de la Villa. En ese punto sigue de frente por la calle Antonio Machado hasta llegar a la intersección con la calle Isla de Oza, por la cual se adentra en la Colonia Puerta de Hierro. Dentro de esta colonia circula por esta calle y posteriormente gira a la derecha circulando por la calle de Nueva Zelanda y su continuación, la calle de Juan José López Ibor, hasta salir de la colonia al llegar al final de esta calle y girar a la derecha para tomar la calle Doctor Ramón Castroviejo.
Por esta calle circula hasta llegar a la Glorieta de Mariano Salvador Maella, donde toma la calle Joaquín Lorenzo, girando a la derecha unos m más allá para circular por la calle Islas Aleutianas. Recorre entera la calle Islas Aleutianas, al final de la cual se incorpora a la Avenida del Cardenal Herrera Oria.
Por esta avenida circula hasta la intersección con la Avenida del Ventisquero de la Condesa, donde gira a la izquierda incorporándose a esta y entrando en el área residencial de Arroyo del Fresno por dicha avenida, que recorre hasta la intersección con la calle Valle de Enmedio, donde gira a la izquierda para tomar esta, que recorre hasta la Glorieta de la Pradera de los Corralillos, donde sale por la Senda del Infante hasta llegar a la Glorieta de la Pradera de las Vaquerizas, la cual atraviesa siguiendo la calle Senda del Infante hasta llegar a la Glorieta de Olga Ramos, la cual atraviesa para continuar por la calle María Casares hasta la estación de Pitis donde tiene su cabecera.
| Código | Parada                                   | Común con      | Conexiones con Metro y Cercanías | Otros |
| ------ | ---------------------------------------- | -------------- | -------------------------------- | ----- |
| 1566   | CUATRO CAMINOS                           |                | Cuatro Caminos                   |       |
| 1568   | Alvarado                                 | 3 66 124 128   | Alvarado                         |       |
| 1569   | Teruel                                   | 3 66 124 128   |                                  |       |
| 1571   | Estrecho                                 | 66 124 126 128 | Estrecho                         |       |
| 1572   | Bravo Murillo-Lope de Haro               | 126 128        |                                  |       |
| 1573   | Francos Rodríguez-Villaamil              | 126 128        |                                  |       |
| 1575   | Francos Rodríguez-Numancia               | 126 128        |                                  |       |
| 1577   | Metro Francos Rodríguez                  | 126 127 132    | Francos Rodríguez                |       |
| 1579   | Instituto La Paloma                      |                |                                  |       |
| 1581   | Francos Rodríguez-Antonio Machado        |                |                                  |       |
| 1583   | Antonio Machado-Martín Alzaga            |                |                                  |       |
| 1585   | Isla de Oza-Aurora                       |                |                                  |       |
| 1587   | Nueva Zelanda-Ruperto Andrés             |                |                                  |       |
| 1589   | López Ibor-Isla Cristina                 |                |                                  |       |
| 1591   | Doctor Castroviejo-López Ibor            |                |                                  |       |
| 3733   | Joaquín Lorenzo-Doctor Castroviejo       | 42             |                                  |       |
| 3821   | Joaquín Lorenzo-Avenida Ilustración      | 137            |                                  |       |
| 5950   | Islas Aleutianas-Joaquín Lorenzo         |                |                                  |       |
| 1594   | Islas Aleutianas-Herrera Oria            |                |                                  |       |
| 1354   | Herrera Oria-Islas Marquesas             | 83 133 179 815 |                                  |       |
| 5456   | Herrera Oria-Gómez de la Serna           | 83 133         |                                  |       |
| 1356   | Herrera Oria-Isla de Arosa               | 83 133 815     | Avenida de la Ilustración        |       |
| 1565   | Lacoma                                   | 49 124         |                                  |       |
| 1595   | Herrera Oria-Ventisquero de la Condesa   |                |                                  |       |
| 1563   | Ventisquero de la Condesa-Cerro Minguete |                |                                  |       |
| 4436   | Pradera de Corralillos                   |                |                                  |       |
| 4402   | Pradera de Vaquerizas                    |                |                                  |       |
| 4404   | Senda del Infante-Olga Ramos             |                |                                  |       |
| 4282   | Estación de Pitis (solo descenso)        | 82             | Pitis                            |       |
| 4292   | PITIS (C/ María Casares)                 | 82             | Pitis                            |       |

### Sentido Cuatro Caminos
El recorrido de vuelta es igual al de ida pero en sentido contrario excepto en tres puntos:
- Circula por la calle Cerro Minguete en vez de Valle de Enmedio.
- Al final de su paso por la calle Islas Aleutianas, la línea toma directamente la calle Juan José López Ibor, sin pasar por la calle del Doctor Ramón Castroviejo y la Glorieta de Mariano Salvador Maella.
- En lugar de circular por la calle Lope de Haro, recorre la calle Francos Rodríguez hasta que desemboca en la calle de Bravo Murillo.

| Código | Parada                                   | Común con      | Conexiones con Metro y Cercanías | Otros |
| ------ | ---------------------------------------- | -------------- | -------------------------------- | ----- |
| 4292   | PITIS (C/ María Casares)                 | 82             | Pitis                            |       |
| 4405   | Senda del Infante-Olga Ramos             | 49 170         |                                  |       |
| 4403   | Pradera de Vaquerizas                    |                |                                  |       |
| 1560   | Pradera de Corralillos                   |                |                                  |       |
| 1559   | Senda del Infante-Cerro Minguete         | 49             |                                  |       |
| 1597   | Ventisquero de la Condesa-Cerro Minguete |                |                                  |       |
| 1596   | Herrera Oria-Ventisquero de la Condesa   |                |                                  |       |
| 1357   | Herrera Oria-Isla de Arosa               | 49 83 133 815  | Avenida de la Ilustración        |       |
| 1355   | Herrera Oria-Gómez de la Serna           | 83 133 179 815 |                                  |       |
| 5652   | Herrera Oria-Islas Marquesas             | 83 133 179     |                                  |       |
| 1598   | Islas Aleutianas-Herrera Oria            |                |                                  |       |
| 5996   | López Ibor-Joaquín Lorenzo               | 42 137         |                                  |       |
| 1592   | Doctor Castroviejo-López Ibor            | 137            |                                  |       |
| 1590   | López Ibor-Isla Cristina                 | 137            |                                  |       |
| 1588   | Nueva Zelanda-Ruperto Andrés             | 137            |                                  |       |
| 5628   | Sainz de Robles-Antonio Machado          |                |                                  |       |
| 1584   | Antonio Machado-Martín Alzaga            |                |                                  |       |
| 1582   | Francos Rodríguez-Antonio Machado        |                |                                  |       |
| 1580   | Instituto La Paloma                      |                |                                  |       |
| 1578   | Metro Francos Rodríguez                  | 126 127 132    | Francos Rodríguez                |       |
| 1576   | Francos Rodríguez-Numancia               | 126 128        |                                  |       |
| 1574   | Francos Rodríguez-Villaamil              | 126 128        |                                  |       |
| 1599   | Estrecho                                 | 128            | Estrecho                         |       |
| 1570   | Teruel                                   | 3 66 124 128   |                                  |       |
| 1600   | Alvarado                                 | 3 66 124 128   | Alvarado                         |       |
| 1566   | CUATRO CAMINOS                           |                | Cuatro Caminos                   |       |